# Trochosa hungarica
Trochosa hungarica är en spindelart som beskrevs av Herman 1879. Trochosa hungarica ingår i släktet Trochosa och familjen vargspindlar.
Artens utbredningsområde är Ungern. Inga underarter finns listade i Catalogue of Life.